# جمال مصباح
جمال مصباح (عربی: جمال الدين مصباح؛ زاده ۹ اکتبر ۱۹۸۴) یک بازیکن فوتبال اهل الجزایر است.